# Idrottsstipendium
Idrottsstipendium är ett stipendium som betalas ut till ungdomar framstående inom sport, så att de kan bedriva studier parallellt med sitt idrottsutövande. Idrottsstipendier är vanligare i Nordamerika än i Europa eller resten av världen.